# بيتر هورن (سياسي ألماني)
بيتر هورن هو سياسي ألماني، ولد في 15 أبريل 1891 في كولونيا في ألمانيا، وتوفي في 26 يونيو 1967 في فرانكفورت في ألمانيا. نشط حزبياً في الاتحاد الديمقراطي المسيحي وحزب الوسط. وقد انتخب عضو في برلمان هسن ‏ وانتخب عضو في البوندستاغ الألماني خلال فترته النيابية ‏ (10 يونيو 1950 – 7 سبتمبر 1953).